# محمد فريد
محمد فريد (20 يناير 1868 في القاهرة – 15 نوفمبر 1919 في برلين)، سياسي وحقوقي مصري من أصل تركي، أنفق ثروته في سبيل القضية المصرية. من أشهر ما كتب: «تاريخ الدولة العلية العثمانية».

## أهداف محمد فريد لمصر
أعلن محمد فريد أن مطالب مصر هي: الجلاء والدستور. وكانت من وسائله لتحقيق هذه الأهداف: تعليم الشعب علي قدر الطاقة ليكون أكثر بصيرة بحقوقه، وتكتيله في تشكيلات ليكون أكثر قوة وارتباطاً. أنشأ محمد فريد مدارس ليلية في الأحياء الشعبية لتعليم الفقراء وكبار السن الأميين مجاناً. وقام بالتدريس فيها رجال الحزب الوطني وأنصاره من المحامين والأطباء الناجحين، وذلك في أحياء القاهرة ثم في الأقاليم.

## إنجازات محمد فريد
وضع محمد فريد أساس حركة النقابات، فأنشأ أول نقابة للعمال سنة 1909، كما أنشأ معها أول اتحاد تجاري، ودعا لوضع مجموعة من القواعد القانونية لحقوق العمال، وقد كانت «نقابة عمال الصنائع اليدوية» هي النواة التي بدأ منها التاريخ النقابي في مصر وكان مقرها بولاق، وبلغ عدد أعضائها 800 عضو، لتكون تلك باكورة العمل النقابي المطالب بحقوق العمال في تاريخ مصر الحديث، وفي السياق نفسه كان فريد مهتمًا بالجانب المجتمعي من الأزمة المصرية إبان الاحتلال الإنجليزي، وهي أزمة التعليم، فعمل على إنشاء مدارس تعليم ليلية في مختلف الأقاليم المصرية وكذلك الأحياء الشعبية، وذلك لنشر العلم بين الفئات الأكثر فقرًا آنذاك بالمجان، وعلى نفقته الخاصة. ثم اتجه إلى الزحف السياسي، فدعا الوزراء إلى مقاطعة الحكم، وقال: 
عرفت مصر على يديه المظاهرات الشعبية المنظمة، كان محمد فريد يدعو إليها، فيجتمع عشرات الآلاف في حديقة الجزيرة وتسير إلى قلب القاهرة هاتفة بمطالبها. وضع محمد فريد صيغة موحدة للمطالبة بالدستور، طبع منها عشرات الآلاف من النسخ، ودعا الشعب إلى توقيعها وإرسالها إليه ليقدمها إلى الخديوي، ونجحت الحملة وذهب فريد إلى القصر يسلم أول دفعة من التوقيعات وكانت 45 ألف توقيع وتلتها دفعات أخرى.

## محاكمته
تعرض محمد فريد للمحاكمة بسبب مقدمة كتبها لديوان شعري بعنوان (وطنيتي) للشاعر على الغاياتي؛ حيث جاءت مقدمته للديوان تحت عنوان «أثر الشعر في تربية الأمم»، ومما جاء فيها: 
| محمد فريد | لقد كان من نتيجة استبداد حكومة الفرد إماتة الشعر الحماسي، وحمل الشعراء بالعطايا والمنح على وضع قصائد المدح البارد والإطراء الفارغ للملوك والأمراء والوزراء وابتعادهم عن كل ما يربي النفوس ويغرس فيها حب الحرية والاستقلال.. كما كان من نتائج هذا الاستبداد خلو خطب المساجد من كل فائدة تعود علي المستمع، حتى أصبحت كلها تدور حول موضوع التزهيد في الدنيا، والحض على الكسل وانتظار الرزق بلا سعي ولا عمل | محمد فريد |

ذهب محمد فريد إلى أوروبا كي يُعد لمؤتمر لبحث المسألة المصرية بباريس، وأنفق عليه من جيبه الخاص كي يدعو إليه كبار معارضي الاستعمار من الساسة والنواب والزعماء، لإيصال صوت القضية المصرية إلى المحافل الدولية. نصحه أصدقاؤه بعدم العودة بسبب نية الحكومة محاكمته بدعوى ما كتبه كمقدمة للديوان الشعري، ولكن ابنته (فريدة) ناشدته على العكس بالعودة، في خطابها الذي مما جاء فيه: «لنفرض أنهم يحكمون عليك بمثل ما حكموا به على الشيخ عبد العزيز جاويش، فذلك أشرف من أن يقال بأنكم هربتم... وأختم جوابي بالتوسل إليكم باسم الوطنية والحرية، التي تضحون بكل عزيز في سبيل نصرتها أن تعودوا وتتحملوا آلام السجن!»
حُكم على محمد فريد بالسجن ستة أشهر، قضاها جميعاً ولدى خروجه من السجن كتب الكلمات الآتية: «مضى علي ستة أشهر في غيابات السجن، ولم أشعر أبداً بالضيق إلا عند اقتراب خروجي، لعلمي أني خارج إلى سجن آخر، وهو سجن الأمة المصرية، الذي تحده سلطة الفرد.. ويحرسه الاحتلال!.. أن أصبح مهدداً بقانون المطبوعات، ومحكمة الجنايات.. محروماً من الضمانات التي منحها القانون العام للقتلة وقطاع الطرق..» (2)

## وفاته
استمر محمد فريد في الدعوة إلى الجلاء والمطالبة بالدستور، حتى ضاقت الحكومة المصرية الموالية للاحتلال به وبيتت النية بسجنه مجدداً، فغادر محمد فريد البلاد إلى أوروبا سراً، وفي يوم الخامس عشر من نوفمبر 1919م وافته المنية هناك في برلين بألمانيا، وحيداً فقيراً، حتى أن أهله بمصر لم يجدوا مالاً كافياً لنقل جثمانه إلى أرض الوطن، إلى أن تولّى أحد التجار المصريين نقله بنفسه على نفقته الخاصة وهو الحاج خليل عفيفي، تاجر قماش من الزقازيق باع كل ما يملك وسافر لإحضار جثمانهِ من الخارج وقد مُنح نيشان الوطنية من الحكومة المصرية تقديراً لجهودهِ في هذا الشأن.

## كتب ودراسات عنه
- مذكرات محمد فريد، المجلد الأول، رؤوف عباس، دراسة وتحقيق، القاهرة، 1975.

## وصلات خارجية
- محمد فريد على موقع أرشيف الشارخ.
- تاريخ الدولة العلية العثمانية، كتاب ألفه محمد فريد. مؤسسة هنداوي للتعليم والثقافة.